# La Vierge mise à nu par ses prétendants
Pour plus de détails, voir Fiche technique et Distribution.
La Vierge mise à nu par ses prétendants (오! 수정, Oh! Soo-jung) est un film sud-coréen réalisé par Hong Sang-soo en 2000, sorti en 2003 en France.
Le titre français est une référence présumée à l'œuvre de Marcel Duchamp La Mariée mise à nu par ses célibataires, même[réf. nécessaire].

## Synopsis
Soo-jung est la jeune assistante de Young-soo, un cinéaste indépendant. Elle rencontre par son entremise un ami de ce dernier, Jae-hoon, riche galeriste et potentiel financier pour le réalisateur. Séduit, Jae-hoon entreprend une liaison avec la jeune femme qui, toujours vierge, refuse cependant l'acte sexuel. Young-soo lui-même éprouve par ailleurs des sentiments pour Soo-jung.

## Fiche technique
- Titre : La Vierge mise à nu par ses prétendants
- Titre original : 오! 수정 (Oh! Soo-jung)
- Titre anglais : Virgin Stripped Bare by Her Bachelors
- Réalisation et scénario : Hong Sang-soo
- Production : Ahn Byeong-ju
- Musique : Ok Gil-seong
- Photographie : Choi Yeong-taek
- Montage : Hahm Sung-won
- Pays d'origine :  Corée du Sud
- Langue originale : coréen
- Format : couleur - 1.85 : 1 - 35 mm
- Durée : 126 minutes
- Dates de sortie :
  - Corée du Sud : 26 mai 2000
  - France : 20 mai 2000 (Festival de Cannes), 26 février 2003

## Distribution
- Moon Sung-keun : Young-soo
- Lee Eun-ju : Soo-jung
- Cho Won-hee
- Han Myeong-gu
- Ho-Bong Jeong
- Hwang-Ui Lee  : Jae-hoon
- Jeong Bo-seok
- Kim Yeong-dae
- Park Mi-hyeon
- Ryeon Cho
- Song Mi-jung
- Yu Seon (comme Yu-Seon Wang)

## Autour du film
Le film est un exemple de structure intégrant deux segments qui reviennent, selon deux perspectives différentes, sur les mêmes évènements. Pour Hong Sang-soo, lors d'un entretien donné en 2000, ce n'est pas pour autant une exacte retranscription linéaire et successive des deux points de vue différents de Young-soo et Soo-jung : il y a une comme une mise à distance surplombante des souvenirs recueillis, analogue au travail d'un écrivain ou au récit d'un ami.
Le long métrage lança la carrière de Lee Eun-ju, qui se suicida cinq ans plus tard.

## Récompenses
- Festival international du film de Tōkyō en 2000 : Mention spéciale
- Asia-Pacific Film Festival en 2000 : Meilleur scénario